# Cristiana De Filippis
Cristiana De Filippis (* 23. Juli 1992 in Bari) ist eine italienische Mathematikerin. Sie unterrichtet Mathematik an der Universität Parma.

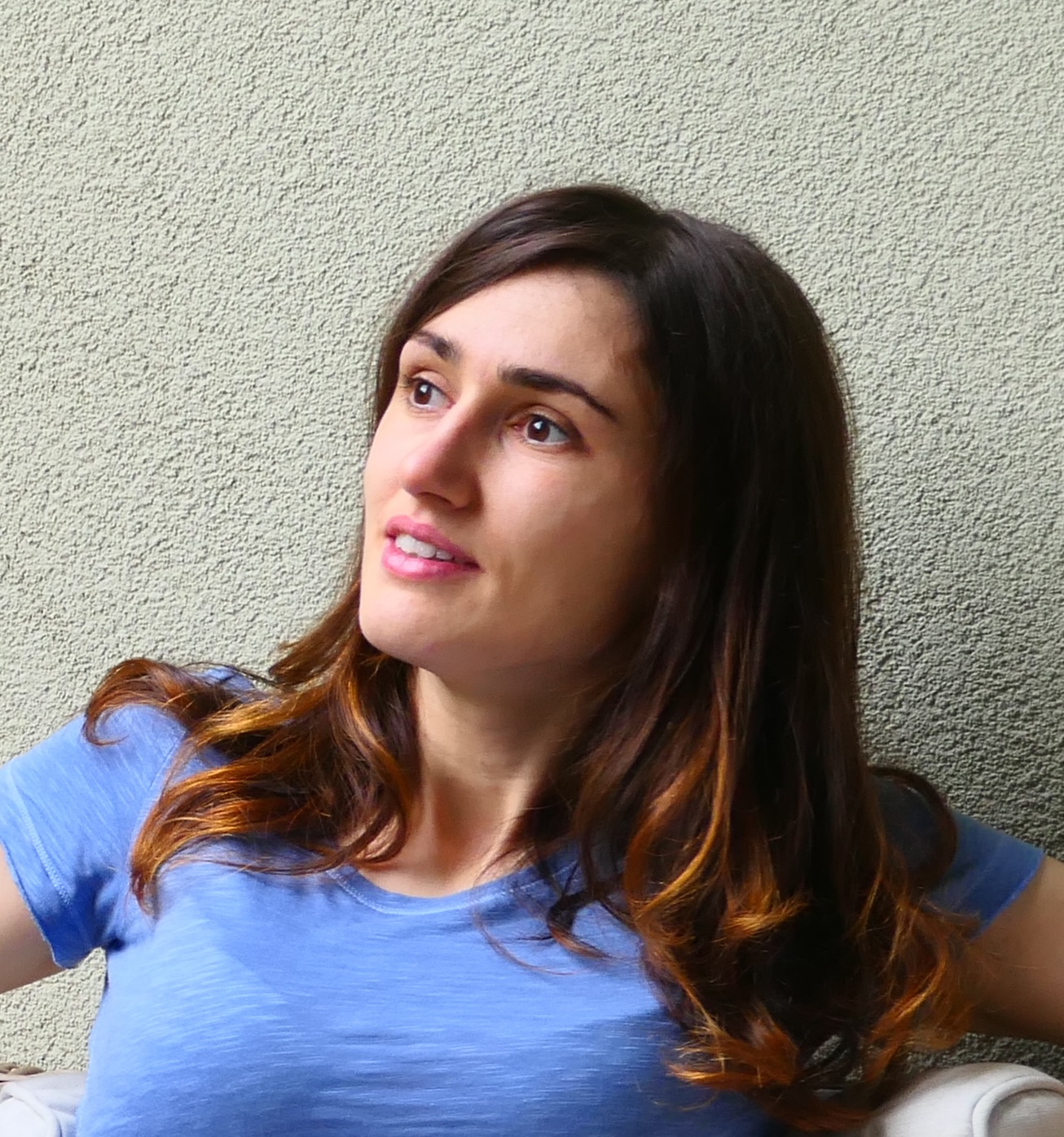
Cristiana De Filippis (2023)

## Leben
De Filippis studierte in Turin und Mailand und promovierte 2020 an der Universität Oxford bei Jan Kristensen mit der Arbeit "Vectorial problems: sharp Lipschitz bounds and borderline regularity". Sie war danach in Turin und in Parma, wo sie sich 2023 habilitierte und seit 2024 Professorin ist.
Sie arbeitet über die Regularitätstheorie elliptischer und parabolischer Differentialgleichungen, insbesondere aus der Variationsrechnung. 2024 erhielt sie den EMS-Preis für „outstanding contributions to elliptic regularity, in particular Schauder estimates for nonuniformly elliptic equations and non-differentiable variational integrals, and minima of quasiconvex integrals“ (herausragende Beiträge zu elliptischer Regularität, insbesondere Schauder-Abschätzungen für nicht-gleichmäßig elliptische Gleichungen und nicht-differenzierbare Variationsintegrale, und Minima quasikonvexer Integrale).
2023 setzte sie Forbes-Italia auf die Liste der 100 erfolgreichsten Frauen Italiens.

## Preise und Auszeichnungen
- 2020: Gioacchino Iapichino-Preis der Accademia Nazionale dei Lincei[3]
- 2023: Mitglied der European Mathematical Society Young Academy[4][5]
- 2023: Premio Internazionale per la Cultura Mediterranea della Fondazione Carical[6]
- 2024: Bartolozzi-Preis der Unione Matematica Italiana[7]
- 2024: EMS-Preis[8][9]

## Schriften (Auswahl)
- mit Giuseppe Mingione: Nonuniformly elliptic Schauder theory. Inventiones Mathematicae 234, No. 3, 2023. S. 1109–1196
- mit Giuseppe Mingione: The sharp growth rate in nonuniformly elliptic Schauder theory. Duke Mathematical Journal 174, No. 9,  2025. S. 1775–1848
- mit Giuseppe Mingione: Gradient regularity in mixed local and nonlocal problems. Mathematische Annalen 388, No. 1, 2024. S. 261–328